# Sebastian Dietz
Sebastian Dietz (* 9. Februar 1974) ist ein ehemaliger Moderner Fünfkämpfer aus Deutschland. Er gehörte der deutschen Nationalmannschaft an.
Dietz begann mit dem Modernen Fünfkampf  im Alter von 13 Jahren, davor war er Schwimmer. Er gilt als besonders starker Schütze und ein guter Läufer. Beim Reiten zeigte er seine Schwächen. Mit 32 Jahren war er der Teamälteste des 2005 nominierten Top Teams „Peking 2008“ und B-Kader Mitglied des DOSB, schaffte aber nicht die Qualifikation für die Olympischen Spiele 2008. Er startete für den Verein Polizei SV Berlin.

## Erfolge
- 1997 Deutscher Meister
- 1999 Deutscher Meister
- 2002 Staffel Weltmeister in San Francisco
- 2003 Weltmeisterschaften Pesaro 9. Platz Einzel, Vizeweltmeister Mannschaft
- 2003 Deutscher Meister
- 2005 Weltmeisterschaften Warschau 3. Platz Mannschaft
- 2006 4. Platz Weltcup Acapulco
- 2006 Deutscher Meister
- 2007 Weltmeisterschaften Berlin, Weltmeister Mannschaft und Staffel